# Ricinoides kakum
Espèce
Ricinoides kakum est une espèce de ricinules de la famille des Ricinoididae.

## Distribution
Cette espèce est endémique de la région du Centre au Ghana. Elle se rencontre dans le parc national de Kakum.

## Description
Le mâle holotype mesure 8,11 mm et la femelle paratype 8,00 mm.

## Étymologie
Son nom d'espèce lui a été donné en référence au lieu de sa découverte, le parc national de Kakum.

## Publication originale
- Botero-Trujillo, Sain & Prendini, 2021 : « Systematics of the giant Ricinulei (Ricinoididae: Ricinoides) of West Africa : with descriptions of five new species and comparative morphology of the male copulatory apparatus. » Bulletin of the American Museum of Natural History, no 448, p. 1-68 (texte intégral).